# Виробництво кави в Камеруні

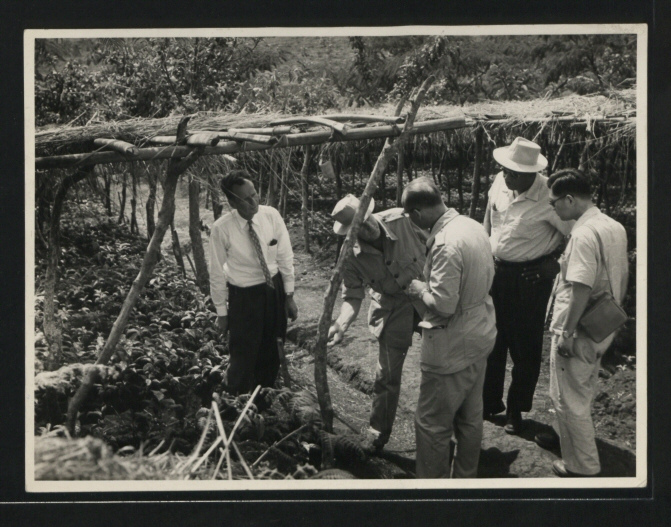
Кавовий маєток Santa Coffee в Баменді

Виробництво кави дуже важливе для економіки Камеруну. Ця культура широко вирощується в країні, причому робуста більш поширена в прибережних районах, а арабіка більш поширена в західних високогір'ях. Культивуються два різновиди арабіки — Ява та Ямайка, з яких тільки Ява стійка до таких шкідників, як хвороба кавових ягід та іржа. У 2014 році Камерун займав 31 місце в рейтингу найбільших виробників кави в світі.

## Історія
Вирощування кави в Камеруні починається з 1884 року, під час німецької колоніальної епохи. Німці спробували вирощувати каву у Вікторії, Еболові, Нконгсамбі та Дшангу. Пізніше вирощування кави поширилося на внутрішні райони Йокадуми, Абонг-Мбанґа, Думе, Ломіє та Аконолінги. Близько 1927 року кавова фабрика знайшла свій шлях до Західного регіону. До 1928 року в Дшангу було висаджено 200 000 саджанців кави.
До 1929 року розвиток виробництва кави в Камеруні відбувся завдяки Рене Косте, французькому інженеру-аграрнику, призначеному головою сільськогосподарської станції Дшанг. Високий рівень виробництва був у 1990 році, що призвело до рекордного експорту в 156 000 тонн. Камерун посів 12 місце у світовому рейтингу. Коли виробництво скоротилося, це пояснювалося політикою уряду та світовою економічною кризою.

## Виробництво
Кава вирощується в семи регіонах Камеруну; Західний, Північно-Західний, Приморський, Південно-Західний, Південний, Центральний та Східний регіони.  Бамілеке і Бамаун — це високогірні плато, де розташовані плантації арабіки.  Робуста, яка є більш домінуючою культурою в країні, вирощується на середніх висотах у західному регіоні, а також певною мірою в Абанг Мбанг.  Арабіка та робуста частково переробляються всередині країни.  Виробництво кави в Камеруні покладено на Міністерства сільського господарства та розвитку сільських територій (MINADER) та Міністерство наукових досліджень та інновацій (MINRESI). При цих міністерствах реалізуються різні проекти зі збільшення виробництва кави.  Згідно зі статистикою ФАО ООН, виробництво кави в 2013 році склало 41 800 тонн на площі 212 000 гектарів (520 000 акрів) з показником врожайності 1,972 гектограма з га.  Протягом 2007-2008 років понад 40% загального експорту припадало на зелену каву до Італії. Робусту експортували до Бельгії, Португалії та Франції. У цей же період 70% експорту арабіки припадало на Німеччину. Арабіка також експортувалася в США, Італію та Бельгію. 
Згідно зі Стратегією розвитку кавового сектору на 2010–2015 роки, виробництво було націлене на 125 000 тонн, включаючи 25 000 тонн арабіки та 100 000 тонн робусти.  Експорт мав досягти 80 000 тонн (15 000 тонн арабіки та 65 000 тонн робусти). Внутрішнє споживання оцінювалося в 10 000 тонн зеленої кави.

## Торгівля
Маркетинг кави в Камеруні знаходиться під контролем Національної ради з какао та кави (NCCB), автономної державної установи під технічним наглядом Міністерства торгівлі (MINCOMMERCE). Протягом багатьох років маркетинг кави зазнав різкого спаду через лібералізацію сектора на початку 1990-х років. У 2014 році Камерун продав 32 808 тонн своєї продукції. Найактивнішими експортерами кави в Камеруні є; Olam-Cameroon Olam (дочірня компанія OlamInternational Limited), UTI (Union Trading International), UCCAO (Union Centrale des Cooperatives Agricole de l'Ouest), NWCA (North West Cooperative Association), (NEALIKO), Hilltop Dynamics, Alpine Coffee Limited.

## Перезапуск сектора
30 вересня 2014 року уряд Камеруну затвердив і запустив новий план відродження кавового сектора, сподіваючись збільшити виробництво; До 2020 року кава робуста — до 120 000 тонн, а арабіка — до 35 000 тонн. Це ознаменувалося 100-відсотковим збільшенням експортних зборів на каву для фінансування проекту.